# War Du ar Pal
War Du ar Pal est une revue créée en 1938 par les frères Delaporte (Yves, Hervé et Raymond). Elle est destinée à concurrencer Stur, revue d'inspiration national-socialiste.